# علی سهیلی
علی سهیلی (۱۲۷۴ تبریز – ۱۱ اردیبهشت ۱۳۳۷ لندن)، نخست‌وزیر ایران، دولتمرد و دیپلمات ایرانی بود. او نقش مهمی در مذاکره با سفرای شوروی و انگلستان در زمان اشغال ایران و انعقاد قرارداد سه جانبه داشت که استقلال ایران را تضمین کرد.

## تولد و تحصیلات
پدرش میرزا غلامعلی تبریزی بود. پس از گذراندن تحصیلات ابتدائی و متوسطه، در سال‌های جوانی همراه خانواده‌اش به تهران رفت و مدتی در بازار در حجره عبدالرزاق اسکویی کار کرد. سپس به مدرسه روسی قزاق‌خانه و مدرسه سن لویی رفت و پس از آن در مدرسه سیاسی دارالفنون، مشغول تحصیل و موفق شد در سال ۱۲۹۳ در سن نوزده سالگی دورهٔ عالی این مدرسه را به پایان برساند.

## فعالیت‌های اداری و سیاسی
سهیلی با توجه به استعدادهایی که از خود نشان داده بود به خدمت در وزارت امور خارجه درآمد و ضمن خدمت، زبان‌های فرانسه و انگلیسی فرا گرفت. ابتدا کارمندی ساده بود اما به‌تدریج مدارج ترقی را پیمود و نخستین پست مهمش «ریاست اداره شرق و امور مربوط به شوروی» بود.
سهیلی در آغاز خدمت با عنوان منشی مترجم در هیئت نمایندگی ایران برای مذاکره در امور تجاری به مسکو رفت. ریاست آن هیئت را سیدحسن تقی‌زاده برعهده داشت. در تیر ۱۳۱۰ خورشیدی، مهذب‌الدوله کاظمی وزیر طرق و شوارع (راه) سهیلی را از وزارت خارجه به وزارت طرق و شوارع منتقل و معاون خود کرد.
پس از آنکه کاظمی در ۲۶ شهریور ۱۳۱۲ در دولت محمدعلی فروغی وزیر امورخارجه شد، سهیلی را هم با خود به آن وزارتخانه برد و رئیس «تسهیلات» کرد. در پی اعزام انوشیروان سپهبدی معاون وزارت خارجه به عنوان وزیر مختار به ایتالیا، کاظمی سهیلی را در هفتم دی همان سال به عنوان معاون خود به مجلس معرفی کرد.
علی سهیلی در سال ۱۳۱۶ در سمت وزیرمختار ایران در لندن جانشین حسین علاء شد. در پی مرگ ناگهانی عنایت‌الله سمیعی وزیر امور خارجه ایران در پنجم اسفند ۱۳۱۶، محمود جم نخست‌وزیر، سهیلی را از لندن فراخواند و در هشتم خرداد ۱۳۱۷ به عنوان وزیر امورخارجه به مجلس معرفی کرد.

## شهریور ۱۳۲۰ و وزارت
هنوز بیش از دو ماه از خدمت سهیلی در وزارت خارجه نگذشته بود که به علت خطایی سیاسی از کار برکنار و منتظر خدمت شد. سال بعد استاندار استان هشتم شد که استان‌های کرمان و هرمزگان و سیستان و بلوچستان کنونی را در بر می‌گرفت. کمتر از یک سال در آنجا بود که سفیر کبیر در کشور افغانستان شد و بالاخره در نهم تیر ۱۳۱۹ در کابینهٔ رجبعلی منصور، به سمت وزیر کشور تعیین و معرفی شد.
روزهای بعد از حمله نیروهای متفقین و اوضاع متشنج ایران در شهریور ۱۳۲۰ دوران سختی در تاریخ ایران بود. روز سوم شهریور ۱۳۲۰ سهیلی به اتفاق سایر وزیران به کاخ سعدآباد رفتند. رضا شاه منصور را از نخست‌وزیری کنار گذاشت و محمدعلی فروغی را مأمور تشکیل دولت کرد.

فروغی روز پنجم شهریور کابینه‌اش را تشکیل داد و سهیلی را از وزارت کشور به وزارت خارجه برد و جواد عامری را از وزارت خارجه به وزارت کشور. در اوضاع آشفته آن روزگار که ایام جنگ و اشغال بود، وزیر خارجه نقش مهمی در گذر کشور از بحران داشت، به‌ویژه وزیر خارجه‌ای که عضو شورای عالی دفاع کشور هم باشد. سهیلی جوان و فروغی کهنسال در نیمهٔ دوم سال ۱۳۲۰ حوادث مهم و پردردسری پشت سر گذاشتند.
سهیلی به عنوان وزیر امورخارجه مذاکرات با سفیران انگلیس و شوروی را پیش برد. نخست دستور ترک مقاومت به ارتش ایران را به اطلاع سر ریدر بولارد وزیرمختار انگلیس و آندری اسمیرنوف سفیرکبیر شوروی رساند و از آنان خواست که نیروهایشان عملیات جنگی را متوقف کنند. دو روز بعد در هشتم شهریور بولارد و اسمیرنوف نزد فروغی و سهیلی رفتند و اعلام کردند که دولت‌های متبوع آنها هیچ نقشه‌ای علیه استقلال یا تمامیت اراضی ایران ندارند و از دولت ایران می‌خواهند تعهد کند که ارتش ایران در جنوب و شمال به پشت خط مشخصی عقب‌نشینی کند، همگی اتباع آلمان به استثنای اعضای حقیقی سفارت آلمان و چند نفر مهندس را (به شرطی که در نهادهای مخابراتی یا نظامی شاغل نباشند) به نیروهای انگلیس یا شوروی تحویل دهد و اجازه ورود هیچ شهروند آلمانی را به کشور ندهد، وسایل تسهیل حمل و نقل تجهیزات جنگی و غیرجنگی را در خاک خود به وسیله راه‌آهن یا از راه هوا میان نیروهای انگلیسی و شوروی فراهم بیاورد، آنها نیز در مقابل حقوق مربوط به نفت و حق‌الامتیاز شیلات سواحل جنوبی دریای خزر را همچون گذشته خواهند پرداخت، وسایل تسهیل لوازم مورد احتیاجات اقتصادی ایران را فراهم خواهند ساخت، پیشروی نیروهای خود را متوقف خواهند کرد و به محض این که وضعیت نظامی اجازه دهد، ارتش‌های خود را از خاک ایران بیرون خواهند برد.
دو روز پس از این دیدار در دهم شهریور، سهیلی از جانب دولت به بولارد و اسمیرنوف ابلاغ کرد که شروط آنها پذیرفته می‌شود و در مقابل از آن‌ها خواسته می‌شود در مناطقی که به اشغال ارتش‌های انگلیس و شوروی در می‌آید، حاکمیت دولت ایران برقرار بماند و ادارات دولتی و شهربانی و امنیه (ژاندارمری) به کار خود ادامه دهند و نیروهای انگلیس و شوروی به هیچ‌وجه عملیاتی که منافی با حاکمیت دولت ایران باشد، انجام ندهند، هزینه‌ای بر دولت ایران تحمیل نکنند و تأمین مایحتاجشان با خودشان باشد، تماس با اهالی نداشته باشند، سلاح و تجهیزاتی را که از ارتش ایران غنیمت گرفته‌اند، پس بدهند و خساراتی را که به ایران وارد آمده جبران کنند.
دولت انگلیس با ارسال یادداشتی در پانزدهم شهریور این خواسته‌ها را پذیرفت، به شرطی که ادارات و شهربانی و ژاندارمری ایران هماهنگ با نیروهای انگلیسی عمل کنند، شهروندان آلمانی به جای اخراج به نیروهای انگلیس یا شوروی تحویل داده شوند و سفارت‌خانه‌های آلمان، ایتالیا، مجارستان و رومانی در تهران برچیده شوند. پاسخ دولت شوروی نیز کمابیش مانند پاسخ دولت انگلیس بجز اینکه جبران خسارت را نپذیرفت، بازگرداندن سلاح و تجهیزات غنیمتی را به پس از جنگ موکول کرد و خواهان بستن قراردادی برای استخراج نفت از کویر خوریان شد که در زمان قاجار روس‌ها در آن مقدمات عملیات حفاری را آغاز کرده بودند. فروغی این خواسته‌ها را پذیرفت اما همچنان این حق را برای دولت ایران حفظ کرد که از شوروی خسارات ناشی از حمله نظامی و سلاح‌ها و تجهیزات به غنیمت گرفته شده را مطالبه کند.

## پیمان اتحاد با متفقین
سهیلی مذاکره با سفیران انگلیس و شوروی را ادامه داد تا اینکه سرانجام در ۲۴ آذر ۱۳۲۰ «پیمان اتحاد» را با آنان امضا کرد که در آن، دولت‌های شوروی و انگلیس تعهد کردند تمامیت ارضی، حاکمیت و استقلال سیاسی ایران را محترم بشمارند و از ایران در برابر تجاوز خارجی دفاع کنند، بی آنکه از ایران توقع داشته باشند برای همکاری در جنگ با این دو دولت، نیرویی اعزام کند.
در مقابل، ایران متعهد شد اجازه دهد ارتش‌های انگلیس و شوروی نفرات و مهمات خود را از خاکش عبور دهند و همه وسایل ارتباطی در ایران (راه‌ها، فرودگاه‌ها، بندرها و امکانات مخابراتی) در اختیارشان باشد، در در فراهم آوردن مصالح و کارگر برای این ارتش‌ها کمک کند و رسانه‌ها را به نفع آن‌ها سانسور کند. در مقابل، انگلیس و شوروی تعهد کردند که نیروهایشان برای ادارات و پلیس ایران مزاحمتی فراهم نیاورند و حداکثر تا شش ماه پس از جنگ ایران را ترک کنند، در پیمان‌های پس از جنگ نیز هیچ چیزی را که به تمامیت ارضی یا حاکمیت یا استقلال سیاسی صدمه بزند، امضا نکنند و اگر چیزی به منافع ایران مربوط بود، با ایران مشورت کنند.
این عهدنامه به حضور ارتش‌های شوروی و انگلیس در ایران مشروعیت بخشید و از آن پس دیگر حضور آن‌ها اشغال نظامی به‌شمار نیامد. پنج سال بعد با استناد به همین عهدنامه بود که ایران قطع‌نامه‌ای را در لزوم خروج ارتش شوروی از خاک خود به تصویب شورای امنیت سازمان ملل متحد رساند. فروغی در میان جنجال‌ها و اعتراض‌هایی که به این عهدنامه در مجلس شد، توانست آن را در ششم بهمن ۱۳۲۰ به تصویب نمایندگان برساند. او در نطق خود در دفاع از عهدنامه، اشغال ایران در شهریور ۱۳۲۰ را نتیجه اشتباهات دولت پیشین (عملا رضا شاه) دانست.

## نخست‌وزیری
در اسفند ۱۳۲۰ از ۱۱۲ نماینده مجلس، ۶۵ نفر به نخست‌وزیری محمدعلی فروغی رای مثبت دادند اما او تعداد رأی را کافی ندانست و حاضر نشد به کارش ادامه دهد. به همین دلیل در جلسه خصوصی مجلس برای نخست‌وزیر جدید، رأی‌گیری شد؛ با آنکه با وجود استعفای فروغی همچنان ۴۵ نفر به او و ۳۹ نفر به احمد قوام رأی داده بودند و سهیلی فقط چهار رأی داشت اما هنگامی که فروغی تأکید کرد نخست‌وزیری را نمی‌پذیرد و به نمایندگان مجلس توصیه کرد که در آن شرایط، علی سهیلی از هر کس مناسب‌تر است، اکثریت قریب به اتفاق نمایندگان به نخست‌وزیری سهیلی ابراز تمایل کردند و از او خواستند برنامه‌اش را برای اداره کشور ارائه دهد. با این اکثریت پارلمانی، سهیلی توانست زمام امور کشور را با وجود مشکلات فراوان به دست گیرد. اولین فرمان نخست‌وزیری‌اش در اسفند ۱۳۲۰ صادر شد و فهرست اعضای نخستین کابینه خود را در هجدهم اسفند به مجلس داد. بیشتر اعضای کابینه او همان وزیران کابینه فروغی بودند و وقتی برنامه دولت سهیلی مطرح شد، از ۱۰۴ نفر حاضر در مجلس ۱۰۱ نفر به او رأی موافق دادند.
سهیلی بعد از شهریور ۱۳۲۰ خورشیدی در جریان مذاکره با سفیران اتحاد شوروی و انگلستان نقش مهمی داشت. در حقیقت ریدر بولارد، وزیرمختار انگلستان در تهران، سیدحسن تقی‌زاده را بهترین جانشین برای فروغی می‌دانست، ولی چون تقی‌زاده نپذیرفت، سهیلی را پیشنهاد کرد و همین سفیر انگلستان، دولت سهیلی را مجموعه‌ای از معقول ایرانیان درستکار نامید.
در اردیبهشت ۱۳۲۱ ایالات متحده به تقاضای ایران برای استفادهٔ دولت از قانون وام و اجاره دولت ایالات متحده که در دوران صدارت محمدعلی فروغی مطرح شده بود، پاسخ مثبت داد و دولت ایران، مشمول قانون مزبور شد. سهیلی مراتب را به مجلس شورای ملی اطلاع داد اما در پی مخالفت‌های عده‌ای از نمایندگان مجلس شورای ملی با دولت وقت به صورت بازخواست در این مورد و موارد دیگری از جمله تأمین خواربار و جیره‌بندی نان، توقیف بعضی از روزنامه‌ها و همچنین ارجاع پروندهٔ متهمان شهربانی به اتهام قتل تنی چند از زندانیان سیاسی از جمله سیدحسن مدرس، فیروز فیروز، عبدالحسین تیمورتاش و علیقلی خان سردار اسعد در زمان حکومت رضاشاه پهلوی به دیوان کارمندان، زمینه‌های تزلزل کابینه فراهم شد. بدین ترتیب زمینه نامساعد مجلس، سهیلی را بر آن داشت تا استعفای خود را در جلسه ۸ مرداد ۱۳۲۱ به مجلس شورای ملی تقدیم کند و این چنین، اولین دورهٔ صدارت او به اتمام رسید.
کابینهٔ سهیلی بیش از پنج ماه دوام نیاورد و قوام که در آن روزها وارد میدان سیاسی ایران شده و داوطلب زمامداری بود به نخست‌وزیری رسید. دوران دولت احمد قوام اما دوران آرامی نبود. قحط و بحران اقتصادی و سیاست‌های خارجی و داخلی خیلی زود بحران را به اوج رساند و وقایع ۱۷ آذر ۱۳۲۱ را در پایتخت پیش آورد که از بلوای نان آغاز و به آتش زدن و غارت خانهٔ نخست‌وزیر انجامید. قوام هرچه تلاش کرد نتوانست جلوی بلوا و آشوب را بگیرد و سرانجام تبعات این وقایع دامنگیرش شد و سرانجام از ریاست دولت کناره‌گیری کرد.
با سقوط دولت احمد قوام، تمایل مجلس شورای ملی با اکثریت ۷۲ رأی برای زمامداری سهیلی به محمدرضا شاه جهت معرفی سهیلی به عنوان نخست‌وزیر به مجلس رسید. او در ۲۵ بهمن برای تشکیل دولت مأمور شد و ۲۸ بهمن ۱۳۲۱ هیئت دولت را به مجلس شورای ملی معرفی کرد. طرح تصویب برنامه دولت در مجلس انجام شد و سهیلی با ۸۹ رأی موافق از ۹۹ نماینده حاضر در جلسه رأی اعتماد گرفت.

## استیضاح
سهیلی در دوره دوم نخست‌وزیری‌اش از حمایت مجلس برخوردار بود. او توانست مشکل کمبود خواربار را در کشور بهبود نسبی ببخشد اما اقدامات سختگیرانه‌اش برای حفظ امنیت، مقابله با شورش‌های ملی و سرکوب مطبوعات منتقد او را با حمله مخالفان روبرو ساخت که به واکنش تندتر او علیه مطبوعات منجر شد و او را با سه بار استیضاح روبرو کرد. اولین استیضاح را یکی از نمایندگان اقلیت مخالف دولت به نام سید محمد طباطبائی مطرح کرد که روزنامهٔ تجدد ایران را نیز انتشار می‌داد.
طباطبائی دولت سهیلی را استیضاح کرد که به باور او، با تفسیر غیرقانونی مقررات حکومت نظامی که به سبب شرایط جنگی برقرار بود، بر مطبوعات فشار می‌آورد و همچنین اینکه با انتخاب دو تن از نمایندگان مجلس در دولت خود (اعتبارالدوله وزیر کشاورزی و سهام‌السلطان بیات وزیر دارایی) قانون مصوب ۲۲ تیر ۱۳۰۶ را زیر پا گذاشته بود که نمایندگان مجلس را در طول دوران نمایندگی از تصدی مشاغل دولتی ممنوع می‌کرد.
سهیلی در بیستم اردیبهشت ۱۳۲۲ در مجلس حاضر شد و به استیضاح پاسخ گفت. او اقدامات دولت خود در مورد مطبوعات را بر اساس قوانین مربوط به مطبوعات دانست و نه مقررات حکومت نظامی و در مورد انتخاب نمایندگان مجلس در دولت خود نیز به چند نمونه در دوران رضا شاه و پس از تصویب قانون سال ۱۳۰۶ اشاره کرد که نمایندگانی در دوره نمایندگی خود مشاغل دولتی گرفته بودند اما مجلس اعتراضی نکرده بود. سهیلی سپس خطاب به طباطبائی گفت: «حالا ممکن است آقا بفرمایند که اینها مال آن دوره است که جرأت حرف زدن نداشته‌اید» و سپس به سه مورد پس از شهریور ۱۳۲۰ اشاره کرد که نمایندگانی به استانداری و فرمانداری و معاونت نخست‌وزیر منصوب شده بودند، بی آنکه مجلس اعتراضی کند. او تلویحاً قانون مربوط به منع نمایندگان از تصدی مشاغل دولتی را بی‌اثر و ملغی قلمداد کرد. در پی استیضاح، مجلس با ۹۴ رأی موافق ۱۰۲ نماینده حاضر، به دولت سهیلی رأی اعتماد داد.
انتقاد دیگری که به دولت سهیلی شد، قراردادی مالی بود که در پنجم خرداد ۱۳۲۲ با دولت انگلستان بست و در این قرارداد دولت انگلستان توانست نرخ لیره استرلینگ را به بهای ۱۲۸ ریال تحمیل کند، در حالی که این نرخ پیش از شهریور ۱۳۲۰ کمتر از هفت تومان و در زمان عقد قرارداد نیز در بازار کمتر از نرخ تحمیلی بود.
حملات مطبوعات به متفقین و سهیلی و حامیان او در مجلس شدت گرفت. سهیلی برای مقابله، ماده واحده‌ای به مجلس برد که تا شش ماه پس از پایان جنگ، بیش از هفت روزنامه و مجله یومیه و هفتگی در تهران و یک تا سه روزنامه در شهرستان‌ها منتشر نشود و دولت با موافقت مجلس تعیین کند چه نشریاتی منتشر شود. به محض شکایت از هر نشریه‌ای نیز، آن نشریه تا پایان رسیدگی به شکایت، توقیف شود.
برای مقابله با ناامنی در تهران، دو قانون برای تشدید مجازات چاقوکشان به تصویب مجلس رساند و از مجلس برای دولت این اختیار را گرفت که چاقو کشان را بدون محاکمه به نقاط دورافتاده تبعید کند.

## اعلام جنگ به آلمان
مشکل مهم‌تر سهیلی، فعالیت مخفی و آشکار آلمان‌ها در ایران بود که شبکه‌ای جاسوسی در ایران به راه انداختند، شماری از مقام‌ها و افراد سرشناس را با خود همراه ساختند و به تحریک قشقایی‌ها و شمار دیگری از عشایر جنوب پرداختند. سهیلی ارتش را مأمور سرکوب قشقایی‌ها کرد که در مجلس، اعتراض شدید حبیب‌الله نوبخت، نماینده فسا را در پی داشت که به مخالفت با دولت و فعالیت علیه متفقین مشهور بود. نوبخت سهیلی را به سبب عملکرد ارتش در سرکوب شورش قشقایی‌ها استیضاح کرد و متن استیضاح‌نامه بسیار شدیداللحن خود را در مجلس قرائت کرد اما در روزی که سهیلی برای استیضاح حاضر شد، نوبخت در مجلس حضور نیافت.
ادامه فعالیت آلمان‌ها و هواداران ایرانی‌شان به بازداشت عده‌ای از رجال، شامل امرای ارتش، افسران، روزنامه‌نگاران، کارمندان راه‌آهن، مأموران شهرداری و بازرگانان به دست نیروهای متفقین انجامید. دولت سهیلی از نیروهای متفقین درخواست کرد نام‌های تمام کسانی که باید توقیف شوند، در اختیار شهربانی و ارتش قرار دهند و مأموران ایرانی مظنونان را دستگیر کنند. وزرای مختار انگلستان و شوروی با این شرط موافقت کردند که دولت ایران متعهد شود حتی یک نفر از این افراد آزاد نماند.
در هشتم شهریور ۱۳۲۲ نیروهای متفقین اسامی را به شهربانی و ارتش دادند و دستگیرشدگان به زندان شهربانی و زیرزمین‌های سیلو منتقل شدند. سیدابوالقاسم کاشانی، احمد متین‌دفتری، محمد سجادی، علی هیئت، سیدعلی‌اکبر موسوی‌زاده، سرلشکر ابوالحسن پورزند، سرلشکر فضل‌الله زاهدی، سرتیپ محمدصادق کوپال، سرهنگ حسن بقایی، بهرام آریانا، سرهنگ نادر باتمانقلیچ و… از دستگیرشدگان بودند. این عده بعد از مدتی به اردوگاه نظامی اراک منتقل شدند.
سهیلی در هفدهم شهریور ۱۳۲۲ فرمان اعلام جنگ به آلمان را به امضای شاه رساند و سپس در مجلس حاضر شد و علت اعلام جنگ را فعالیت آلمان‌ها در جاسوسی، تحریک عشایر و عملیات خرابکارانه در راه‌اهن اعلام کرد که با کف زدن‌های تشویق‌آمیز نمایندگان و رأی اعتماد قاطع آنان همراه شد.
بازداشت‌شدگان که اکثراً بعدها به مسئولیت‌های مهم لشکری و کشوری رسیدند، اسارت‌شان دو سال طول کشید و تنها کاشانی بود که تا پایان جنگ در فلسطین اسیر انگلستان باقی ماند. بعدها کوشش دولت برای رهایی آنان به جایی نرسید و سهیلی، مصلحت را در آن دید که فرمان عفو عمومی صادر کند. با صدور این فرمان، عده‌ای از سران صاحب نفوذ ایلات و عشایر به سبب سلب حق آزادی در گذشته با روحیه‌ای ناراضی و عصیان‌آمیز به وطن خود بازگشتند  و برای جبران قدرت از دست رفته به سرپیچی و قیام بر ضد دولت وقت پرداختند. بیشتر اغتشاش‌ها در کردستان، لرستان، فارس، آذربایجان و خراسان بود و دولت وقت نیز به برخورد نظامی ضد آنان روی آورد.
دولت سهیلی همچنین بعد از این واقعه، به آلمان اعلان جنگ کرد و به اعلامیه مشترک ملل متحد ملحق شد. در همین سال، دولت ایران به دلیل آنکه به امر یک امیر سعودی یکی از حجاج ایرانی را در مکه گردن زده بودند، با دولت عربستان سعودی قطع رابطه سیاسی کرد.

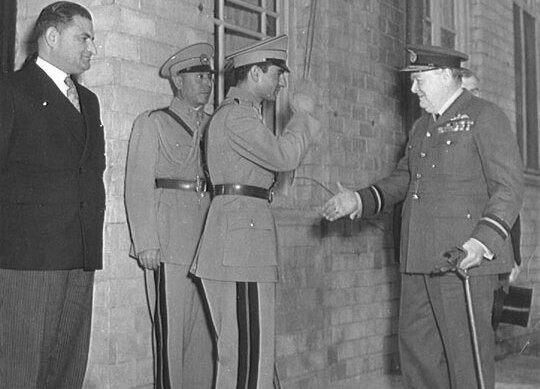
از چپ: علی سهیلی، نامعلوم، محمدرضاشاه و وینستون چرچیل

واقعهٔ مهم دیگر در دوران سهیلی کنفرانس تهران بود. در چهارم آذر ۱۳۲۲ ژوزف استالین، رهبر اتحاد جماهیر شوروی به اتفاق ویاچسلاو مولوتف، وزیر امورخارجه و مارشال کلیمنت وروشیلف وارد تهران شدند. روز بعد وینستون چرچیل، نخست‌وزیر بریتانیا به اتفاق آنتونی ایدن وزارت امور خارجه بریتانیا و همچنین فرانکلین دلانو روزولت رئیس‌جمهور ایالات متحده آمریکا وارد تهران شدند و کنفرانس سران سه کشور در تهران تشکیل شد. پس از اجلاس اعلامیه مشترکی منتشر شد که از مساعی ایران در جنگ تقدیر شده بود و حفظ و استقلال و تمامیت ارضی و حاکمیت ایران را تصدیق کرده بود.
سیزدهمین دورهٔ مجلس شورای ملی که در ۲۲ آبان ماه ۱۳۲۰ به دس محمدرضا شاه پهلوی افتتاح شده بود، در اول آذر ۱۳۲۲ به کار خود پایان داد و هر چند فرمان انتخابات دوره چهاردهم مجلس تیرماه آن سال صادر شده بود، اما با آغاز آذر ماه دورانی از فترت در عرصهٔ قانون‌گذاری آغاز شد.
۲۲ آذرماه ۱۳۲۲ بود که سهیلی به دلیل فترت مجلس و اینکه تصور می‌کرد شاه به محمد ساعد متمایل است، استعفای خود را تقدیم کرد. اما شاه که توانسته بود چهار تن از درباریان را به عنوان وزیر به کابینهٔ سهیلی تحمیل کند، ترجیح داد او را تا تشکیل مجلس تازه در سمت خود حفظ کند، این چنین بود که سهیلی هم‌زمان با ابقا، بار دیگر مأمور تشکیل کابینه شد و یک روز بعد فهرست کابینهٔ خود را به شاه ارائه کرد و تأیید آنان را گرفت. بدین ترتیب فترت میان دو مجلس، دوام کابینهٔ سهیلی را در پی آورد و زمامداری او تا پایان سال ۱۳۲۲ تمدید شد.

## محاکمه
انتخابات دوره چهاردهم (۱۳۲۲) که نخستین انتخابات نسبتاً آزاد پس از شهریور ۱۳۲۰ بود، در دوران نخست‌وزیری سهیلی برگزار شد اما بعد از افتتاح مجلس، معتصم‌السطنه فرخ نماینده زابل که در دولت سهیلی وزیر کشور و وزیر خواربار بود، در آغاز این دوره علیه او و وزیر کشورش سید محمد تدین به اتهام دخالت در انتخابات اعلام جرم کرد. و اسنادی مبنی بر دخالت دولت در انتخابات انتشار داد که بر اساس آن‌ها، کار به محاکمه سهیلی و تدین کشید.
دخالت در انتخابات آذربایجان، شهرضا، بندرعباس، آباده، جهرم، خرید غیرقانونی و زیر قیمت مصالح ساختمانی متعلق به دولت در زمان تصدی وزارت کشور به مبلغ ۲۷ هزار ریال برای ساخت ویلای شخصی خود مقابل باغ فردوس تجریش، توقیف مطبوعات و تندروی‌های شدید در اعمال حکومت نظامی اتهاماتی بود که علیه او در اعلام جرم مطرح شد. رسیدگی به این اتهامات در کمیسیون دادگستری مجلس شورای ملی نزدیک به دو سال به طول انجامید و سرانجام در گزارشی که کمیسیون در هفتم اسفند ۱۳۲۴ در آخرین روزهای مجلس داد، سهیلی از بیشتر این اتهامات تبرئه و قابل تعقیب دانسته نشد. اما مجلس گزارش کمیسیون را نپذیرفت و رأی به ارجاع پرونده به دیوان عالی کشور داد.
محاکمه سهیلی در سال ۱۳۲۶ در دیوان عالی محاکمه و در دوم اسفند آن سال حکم برائت او از همه اتهامات صادر شد. او تنها نخست‌وزیر تاریخ ایران است که در دیوان عالی کشور محاکمه شده است. سهیلی در این محاکمه ضمن مدافعات مفصل از نقش خود در سیاست ایران پس از شهریور ۱۳۲۰ سخن گفت و هنگام دفاع و شرح مشکلات زمان جنگ و دشواری‌های زمامداری‌اش، اشک از چشمانش جاری شد و طی آن، به غرض‌ورزی‌های معتصم‌السطنه فرخ اشاره کرد.

## پایان کار
سهیلی چند روز پس از اعلام برائتش وارد کابینهٔ ابراهیم حکیمی و در ۱۸ اسفند ۱۳۲۶ به عنوان وزیر مشاور به مجلس معرفی شد. پس از مدتی کوتاهی با سمت سفیر کبیر ایران در فرانسه به پاریس رفت. در اواخر سال ۱۳۳۲ سفیر کبیر ایران در بریتانیا شد و تا ۱۱ اردیبهشت ۱۳۳۷ که به بیماری سرطان در لندن درگذشت، در آن کشور اقامت داشت.
سهیلی وصیت کرده بود از تشریفات صرف‌نظر شود ولی مقامات ایران و انگلستان برایش تشییع جنازه مفصلی ترتیب دادند و در سفارت ایران در لندن، زمینه‌ای فراهم شد که جنازه‌اش با هواپیمای نظامی به تهران برده شود. جسد سهیلی طی تشریفات خاصی به ایران حمل و در ایوان مقبرهٔ ناصرالدین شاه در کنار آرامگاه هژیر به خاک سپرده شد.

## خانواده
علی سهیلی دو بار ازدواج کرد. او از همسر اولش دو پسر داشت که پس از پایان تحصیلات، به خدمت وزارت خارجه درآمدند. همسر دومش روس بود که از او هم صاحب یک پسر شد که گویا هر دو خارج از کشور به سر می‌بردند. فرزندان علی سهیلی با وجود خدمت در وزارت خارجه هیچ‌گاه نقشی در حوزهٔ سیاست‌های کلان وزارت امور خارجه ایفا نکردند. برادر بزرگ وی سرتیپ سهیلی، سال‌ها معاون شهربانی بود.